# Вест Јунион (Западна Вирџинија)
Вест Јунион (енгл. West Union) град је у америчкој савезној држави Западна Вирџинија.

## Демографија
По попису из 2010. године број становника је 825, што је 19 (2,4%) становника више него 2000. године.
| Група             | 2000.       | 2010.       |
| Белци             | 802 (99,5%) | 819 (99,3%) |
| Афроамериканци    | 0 (0,0%)    | 0 (0,0%)    |
| Азијати           | 0 (0,0%)    | 1 (0,1%)    |
| Хиспаноамериканци | 4 (0,5%)    | 1 (0,1%)    |
| Укупно            | 806         | 825         |